# Hatton (Waszyngton)
Hatton – miasto w Stanach Zjednoczonych, w stanie Waszyngton, w hrabstwie Adams.